# Sam Pilgrim

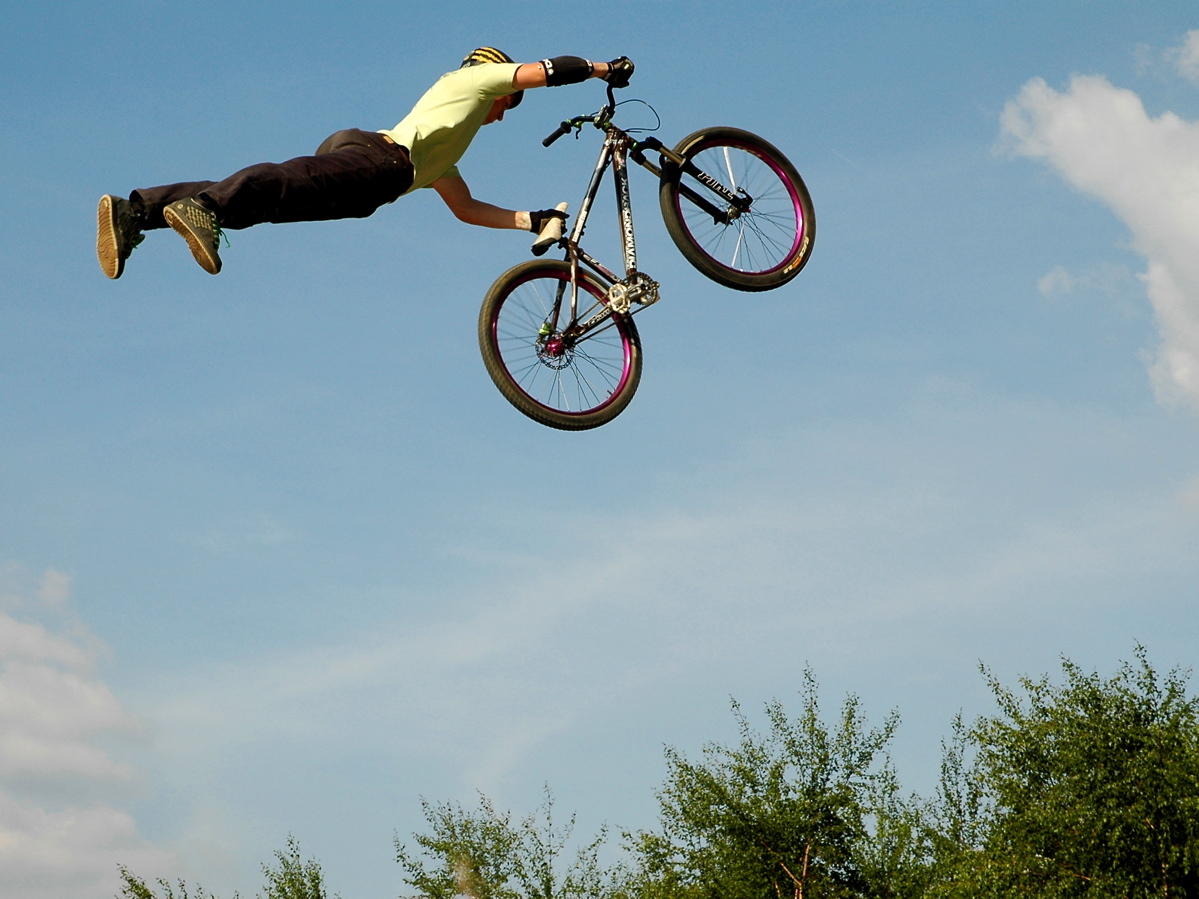
Sam Pilgrim beim Ausführen eines Tricks (2008)

Sam Pilgrim (* 4. Juni 1990) ist ein britischer Radsportler und Webvideoproduzent. Er gilt als Aushängeschild der Freeride-Szene und ging aus vielen Wettkämpfen als Sieger hervor.

## Leben und Karriere

### Sportkarriere
Pilgrim wuchs in Colchester auf. Im Alter von ungefähr zehn Jahren begeisterte er sich für den Radsport, als er in einer Ausgabe des britischen Sportmagazins Mountain Biking UK Bilder von ausgefallenen Radsprüngen sah. Mit 14 nahm er bereits selber an Wettkämpfen teil. Er verzeichnete früh Erfolge und etablierte sich schnell als eine in seiner Sportart bekannte Figur. Als seine Schulzeit zu Ende ging, verdiente er sich mit dem Radsport bereits seinen Lebensunterhalt; auf eine Arbeitsstelle war er nie angewiesen. Im Jahr 2013 ging er als Sieger der FMB World Tour hervor.
2017 begann Pilgrim, mit E-Mountainbikes zu experimentieren. Er gilt als Pionier des E-Mountainbiking, viele Sprungfiguren vollzog er als erster Fahrer überhaupt auf einem Fahrrad mit Elektroantrieb.
2023 wechselte er von Haibike zu Canyon Bicycles und von Continental zu Goodyear.

### Pilgrim als Webvideoproduzent
Seit 2006 unterhält Pilgrim einen YouTube-Kanal, den er ursprünglich erstellt hatte, um Bewerbungsvideos für Wettbewerbe hochzuladen. Erst viele Jahre später begann er auch Videos für reine Unterhaltungs- und Bildungszwecke zu veröffentlichen. Inzwischen publiziert er mehrmals wöchentlich neue Inhalte. Mit seinen bekanntesten Videos verzeichnet er Aufrufe in zweistelliger Millionenhöhe.

## Sonstiges
Das wohl bekannteste Erkennungszeichen Pilgrims ist seine auf einen fehlenden Schneidezahn zurückzuführende Zahnlücke. Der entsprechende Zahn wurde bei einem Sturzunfall zerbrochen und musste vollständig entfernt werden. Pilgrim verzichtete jedoch auf einen künstlichen Ersatz und kam später zum Schluss, dass die Zahnlücke „irgendwie cool“ sei.